# Неонелі
Неонелі (італ. Neoneli, сард. Neunele) — муніципалітет в Італії, у регіоні Сардинія,  провінція Ористано.
Неонелі розташоване на відстані близько 360 км на південний захід від Рима, 100 км на північ від Кальярі, 37 км на північний схід від Ористано.
Населення — 670 осіб (2014).
Щорічний фестиваль відбувається 29 червня. Покровитель — святий Петро.

## Демографія
Населення за роками:

Станом на 1 січня 2023 року в муніципалітеті офіційно проживало 19 іноземців з 10 країн, серед них 9 громадян країн Євросоюзу.

## Сусідні муніципалітети
- Ардаулі
- Аустіс
- Нугеду-Санта-Вітторія
- Ортуері
- Соргоно
- Ула-Тірсо